# Daniel Oturu
Akinfayoshe Daniel Oturu (Brooklyn, 20 de setembro de 1999) é um basquetebolista profissional norte-americano, que joga pelo time Los Angeles Clippers.